# Epilobium prantlii
Epilobium prantlii är en dunörtsväxtart som beskrevs av Dalla Torre och Sarnth.. Epilobium prantlii ingår i släktet dunörter, och familjen dunörtsväxter. Inga underarter finns listade i Catalogue of Life.